# Vuelo 200 de Garuda Indonesia
El accidente del vuelo 200 de Garuda Indonesia tuvo lugar el 7 de marzo de 2007 en la región de Yogyakarta, en la isla de Java. El accidente ocurrió durante la maniobra de aterrizaje, cuando un Boeing 737-400 con destino el aeropuerto de Yogyakarta, se estrella al aterrizar. La causa más probable del accidente es debido a un aterrizaje a una velocidad demasiado alta. El avión se salió de la pista, golpeó la barandilla, y finalmente se estrelló en un campo de arroz estallando en llamas. Los pasajeros en pánico salieron de la máquina en la que se produjo el incendio. Se necesitaron dos horas para poder extinguir el incendio.
Garuda Indonesia reportó que a bordo del avión iban 140 personas, entre ellas 7 miembros de la tripulación. La gran mayoría de los pasajeros pudieron escapar del avión en llamas, pero 20 pasajeros y 1 miembro de la tripulación fallecieron dentro del fuselaje en llamas. Tanto el capitán cómo el primer oficial sobrevivieron.
A bordo se encontraba un grupo de periodistas australianos y diplomáticos que regresan de Yakarta.

## Aeronave
El avión era un Boeing 737-400 registrado como PK-GZC, que había sido operado por otras aerolíneas antes de ser adquirido por Garuda Indonesia. El avión había acumulado más de 35.200 horas de fuselaje y 37.300 ciclos desde su primer vuelo en 1992.

## Tripulación
El capitán era Muhammad Marwoto Komar, de 44 años, que había estado con Garuda Indonesia durante más de 21 años. Tenía 13.421 horas de vuelo, incluidas 3.703 horas en el Boeing 737. El primer oficial fue Gagam Saman Rohmana, de 30 años, que había estado en la aerolínea durante tres años y tenía 1.528 horas de vuelo, incluidas 1.353 horas en el Boeing 737.

## Cronología de vuelo
El vuelo 200 se originó en Yakarta y transportaba a 133 pasajeros, de los cuales 19 eran extranjeros (10 australianos, 2 estadounidenses, 5 alemanes y 2 coreanos). Varios periodistas australianos estaban en el vuelo, cubriendo la visita del ministro de Asuntos Exteriores Alexander Downer y el fiscal general Philip Ruddock a Java. Estaban en el vuelo ya que la aeronave que transportaba dignatarios australianos estaba a capacidad.

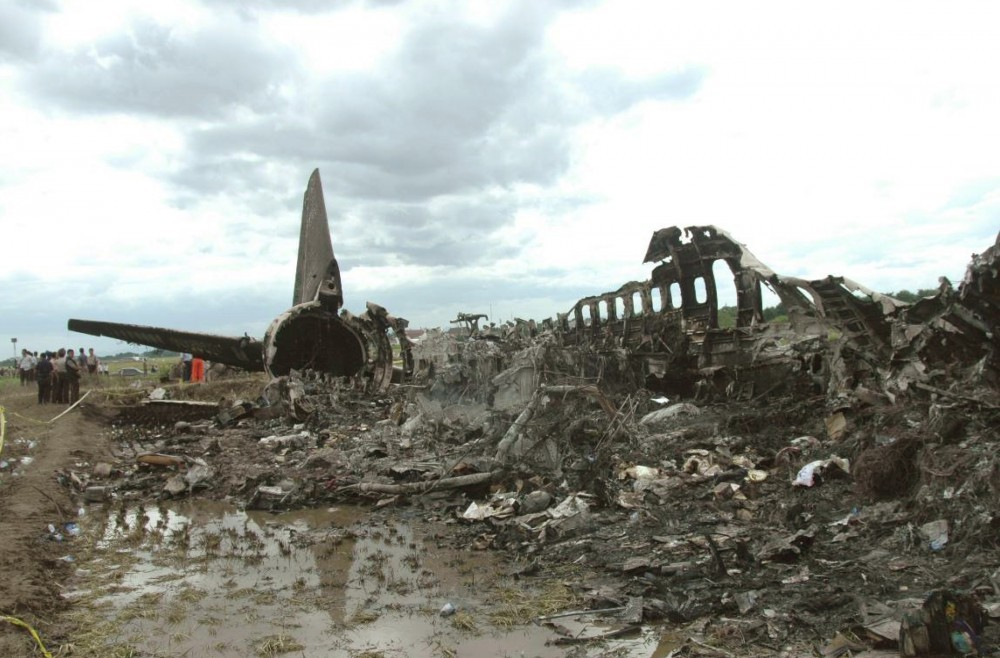
Restos de la aeronave en el sitio del accidente.

A las 6:58 a. m. hora local (UTC +7), El capitán intentó aterrizar en el Aeropuerto Internacional Adisutjipto en Yogyakarta, a pesar de una aproximación defectuosa con exceso de velocidad y descenso pronunciado, y las advertencias resultantes del copiloto y el sistema de vuelo. El avión aterrizó 860 m más allá del umbral de la pista 48 a una velocidad de 221 nudos (409 km/h; 254 mph), 87 nudos (161 km/h; 100 mph) más rápido que la velocidad de aterrizaje normal. Según los pasajeros, el avión se sacudió violentamente antes de estrellarse. El avión sobrepasó el final de la pista, atravesó la cerca perimetral, sufrió graves daños al cruzar una carretera y se detuvo en un campo de arroz cercano. Se produjo un incendio alimentado por combustible, que no pudo ser alcanzado por los vehículos de extinción de incendios del aeropuerto. Si bien la mayoría de los pasajeros pudieron escapar, varios pasajeros perecieron dentro del fuselaje en llamas. 
El piloto, el capitán Muhammad Marwoto Komar, inicialmente afirmó que hubo una bajada repentina inmediatamente antes del aterrizaje del vuelo, y que las aletas del avión pueden haber funcionado mal.

## Investigación
El accidente fue investigado por el Comité Nacional de Seguridad del Transporte de Indonesia (NTSC). Expertos de identificación de víctimas de desastres de la Policía Federal de Australia fueron desplegados en la escena para ayudar con la identificación de los cuerpos. El personal de la Oficina de Seguridad del Transporte de Australia (ATSB) ayudó en la escena inspeccionando los restos. La Junta Nacional de Seguridad en el Transporte de los Estados Unidos (NTSB) envió un equipo para ayudar en la investigación, incluidos representantes de Boeing y la Administración Federal de Aviación. Los registradores de vuelo (el registrador de datos de vuelo y el registrador de voz de la cabina) fueron retirados de los restos y trasladados a la sede de la ATSB para su posterior análisis utilizando equipos que aún no están disponibles en Indonesia. El personal en Australia no pudo extraer datos de la grabadora de voz de la cabina, que luego se envió a Boeing Renton Factory en Renton, Washington (Estados Unidos) para su análisis.

## Enjuiciamiento del capitán
El 4 de febrero de 2008, el capitán, Marwoto Komar, fue arrestado y acusado de seis cargos de homicidio involuntario. El cargo conllevaba una pena hasta cadena perpetua si el tribunal determinaba que el accidente fue deliberado. A falta de ese hallazgo, el cargo menor de vuelo negligente que causa la muerte conlleva una sentencia máxima de siete años. El copiloto testificó que le había dicho al capitán que se eleve de nuevo por la velocidad excesiva, y que luego se había desmayado debido al fuerte golpeteo. El 6 de abril de 2009, el capitán fue declarado culpable de negligencia y condenado a dos años de prisión. Los abogados del capitán declararon su intención de apelar sobre la base de que el Convenio sobre Aviación Civil Internacional, del cual Indonesia es parte, estipula que los informes de investigación de accidentes de aviación no pueden usarse para atribuir la culpa, sino solo para determinar la causa. La Asociación de Pilotos de Garuda y la Federación de Pilotos de Indonesia amenazaron con huelga en protesta por la condena. El 29 de septiembre de 2009, el Tribunal Superior de Indonesia revocó la condena, descubriendo que los fiscales no habían demostrado que el piloto era «oficial y convincentemente culpable de un delito». Este caso fue citado posteriormente en un informe publicado por la American Bar Association, en defensa del principio de que la seguridad de la aerolínea se ve socavada por tales enjuiciamientos porque la amenaza de que se produzca impediría los procesos de investigación.

## Dramatización
Este accidente fue reseñado en la decimoquinta temporada de la serie Mayday: catástrofes aéreas, en el episodio «Enfoque fatal» en Hispanoamérica y «Empeño mortal» en España.